# Трейер, Грете
Грете Трейер (эст. Grete Treier, род. 12 декабря 1977, Тарту) — эстонская шоссейная велогонщица.

## Карьера
Многократная чемпионка Эстонии в групповой и индивидуальной гонках. Несколько раз стартовала на Джиро Донне, женской версии Джиро д’Италии. Неоднократно принимала участие на чемпионате мира. В 2006 году выиграла Велошоссейный кубок Франции.
В 2008 году была включена в состав сборной Эстонии для участия в летних Олимпийских играх в Пекине. На Играх она выступила в групповой гонке, заняв 30-е место. Через четыре года, в 2012 году, снова была включена в состав сборной Эстонии для участия в летних Олимпийских играх в Лондоне. На Играх она выступила в групповой гонке, заняв 17-е место.
Воспитывает двух дочерей.

## Достижения
2001
 Чемпионка Эстонии — индивидуальная гонка
2003
 Чемпионка Эстонии — групповая гонка
2004
 Чемпионка Эстонии — индивидуальная гонка
2005
 Чемпионка Эстонии — групповая гонка
2006
 Чемпионка Эстонии — индивидуальная гонка
Кубок Франции
Eko Tour Dookola Polski
2-я в генеральной классификации
4-й этап
2-я на Гран-при Франции
2007
 Чемпионка Эстонии — групповая гонка
 Чемпионка Эстонии — индивидуальная гонка
Тур Польши
2-я в генеральной классификации
1-й этап
2-я на Гран-при Либерационе
2008
 Чемпионка Эстонии — групповая гонка
 Чемпионка Эстонии — индивидуальная гонка
Тур Тюрингии
3-я в генеральной классификации
4-й этап
2-я на Гран-при Ченто — Карневале д'Эуропа
3-я на Гран-при Доттиньи
2010
 Чемпионка Эстонии — групповая гонка
 Чемпионка Эстонии — индивидуальная гонка
Тур Лимузена
1-я в генеральной классификации
1-й и 3-й этапы
2011
 Чемпионка Эстонии — групповая гонка
 Чемпионка Эстонии — индивидуальная гонка
Тур Лимузена
2012
 Чемпионка Эстонии — групповая гонка
 Чемпионка Эстонии — индивидуальная гонка

## Рейтинги
| Год                 | 2010 | 2011 | 2012 |
| ------------------- | ---- | ---- | ---- |
| Мировой рейтинг UCI | 46-й | 59-й | 81-й |
|                     |      |      |      |
| Источник: UCI       |      |      |      |